# Schlafwagenabteil
Schlafwagenabteil ist ein schwedischer Spielfilm aus dem Jahre 1962 mit Bibi Andersson und Max von Sydow in den Hauptrollen. Regie führte der Debütant Vilgot Sjöman.

## Handlung
Sämtliche Protagonisten dieses großteils in einem Zug spielenden Kammerspiels sind namenlos. Ein junges Mädchen, das mit einem jungen Mann, einem Studenten, befreundet ist, verliebt sich in einen älteren Mann, der allerdings verheiratet ist. Sie will ihrer eigenen kleinbürgerlichen Enge entfliehen, lässt sich daher auf die Affäre mit diesem Mann ein und wird dessen Geliebte. Doch sie gerät vom Regen in die Traufe. Auch hier bestimmen Konventionen den tagtäglichen Ablauf: Die junge Frau muss ständig warten, sich in Heimlichkeiten ergehen und findet dann schließlich in dieser Affäre doch nur flüchtige Momente des Glücks. Das Mädchen entschließt sich zu einem radikalen Schnitt und plant, für sechs Monate ins Ausland zu gehen, um in aller Ruhe zu überlegen, wie es mit ihrem Leben und ihren Lieben weitergehen könne. Der Student bringt sie noch zum Bahnhof.
Im Zug aber wartet eine Überraschung auf die junge Frau. Ihr Liebhaber, der verheiratete, ältere Herr, hat für sie beide ein Schlafwagenabteil bestellt und will dort die gesamte Fahrt, bis zur schwedischen Grenze, das Zusammensein mit ihr genießen. Es wäre ein Novum, denn bislang hatten die Rendezvous stets Kurzzeitcharakter. Diesmal aber könnten die junge Frau und der Ehemann eine ganze Nacht zusammen sein. Doch die Nacht im Schlafwagenabteil bringt für das Mädchen eine ganz andere Erkenntnis: Sie sieht, dass weder der eine noch der andere Mann der richtige für sie ist, und sie durch beide letztlich nur ihre Selbstbestimmung verliert. Und so beendet sie mit dieser Affäre zugleich die Fremdherrschaft von Männern über ihr Leben.

## Produktionsnotizen
Schlafwagenabteil feierte seine Uraufführung am 8. Oktober 1962. Die deutsche Erstaufführung war am 4. Juli 1963.
Per Axel Lundgren schuf die Filmbauten, die Kostüme stammen von Mago.

## Kritiken
„Dieser Film markiert allerdings einen bewußten Gegensatz zu Bergman. Sjöman verfilmte seine „Frauengeschichte“ nüchtern, realistisch und fast distanziert kühl als ein Protokoll der Unterdrückung und der Bewußtwerdung.“

Im Lexikon des Internationalen Films heißt es: „Subtil und stilvoll inszenierte psychologische Studie unter der Regie des früheren Schriftstellers und Bergman-Assistenten Sjöman.“

„Sjömans erste Regiearbeit … verrät in ihrer Schilderung eines Mädchens, das in seinen Gefühlen für einen jüngeren und einen älteren Mann schwankt, deutliche Einflüsse Bergmans.“

## Auszeichnungen
Schlafwagenabteil nahm als schwedischer Beitrag an der Berlinale 1963 teil. Bibi Andersson wurde mit dem Silbernen Bären als Beste Darstellerin ausgezeichnet. Regisseur Sjöman wurde für den Goldenen Bären nominiert.